# Markku Pusenius
Markku Pusenius, né le 29 mai 1964 à Lahti, est un sauteur à ski finlandais. Il a obtenu deux podiums en Coupe du monde et un titre de champion du monde par équipes en 1984.

## Palmarès

### Jeux olympiques
| Épreuve / Édition | Sarajevo 1984 |
| Petit tremplin    | 20e           |
| Grand tremplin    | 16e           |

### Championnats du monde
| Épreuve / Édition | Engelberg 1984 | Seefeld 1985 |
| Grand tremplin    |                | 35e          |
| Par équipes       | Or             |              |

### Championnats du monde junior
| Épreuve / Édition | Murau 1982 |
| Individuel        | Argent     |

### Coupe du monde
- Meilleur classement général : 21e en 1983.
- 2 podiums individuels dont 1 deuxième place et 1 troisième place.